# Certeju de Sus
Certeju de Sus es una comuna ubicada en el distrito de Hunedoara, Rumania.

## Superficie
Cuenta con una superficie de 86,95 kilómetros cuadrados.

## Demografía
Hasta 2021 la población era de 2870 habitantes, con una densidad de población de 33,01 habitantes por kilómetro cuadrado.